# منتخب هايتي لكرة القدم للسيدات
منتخب هايتي الوطني لكرة القدم للسيدات (بالفرنسية: Équipe d'Haïti féminine de football)‏ هو ممثل هايتي الرسمي في المنافسات الدولية في كرة القدم للسيدات.